# Cushing (Maine)
Cushing – miasto w Stanach Zjednoczonych, w stanie Maine, w hrabstwie Knox.